# (39802) Ivanhlinka
(39802) Ivanhlinka est un astéroïde de la ceinture principale.

## Description
(39802) Ivanhlinka est un astéroïde de la ceinture principale. Il fut découvert le 29 octobre 1997 à Ondřejov par Lenka Šarounová. Il présente une orbite caractérisée par un demi-grand axe de 2,18 UA, une excentricité de 0,09 et une inclinaison de 1,1° par rapport à l'écliptique.
Il est nommé d'après le joueur de hockey sur glace tchécoslovaque Ivan Hlinka.